# Valdueza
Valdueza är en hundras från Spanien. Den är en strävhårig braquehund och drivande hund. Rasen är inte erkänd av Fédération Cynologique Internationale (FCI) men är nationellt erkänd av den spanska kennelklubben Real Sociedad Canina en España (RSCE).